# Nécropole de la Nsele
La nécropole de la Nsele, ou nécropole Entre ciel et terre, est un cimetière de la ville-province de Kinshasa dans la commune de la Nsele.

## Personnalités inhumées
- King Kester Emeneya[1]
- Tabu Ley Rochereau[2]
- Papa Wemba
- Marie Misamu
- Ndombe Opetum
- Ben Nyamabo
- Alain Moloto
- Simaro Lutumba
- Defao
- Verckys Kiamuangana Mateta
- Saak Saakul
- Tshala Muana (inhumée le 23/12/2022)